# Air-India-Flug 855
Am 1. Januar 1978 verunglückte eine Boeing 747-200 auf dem Air-India-Flug 855 (Flugnummer: AI855) kurz nach dem Start vom indischen Flughafen Bombay (jetzt Mumbai) infolge eines Instrumentenfehlers und der daraus resultierenden räumlichen Desorientierung der Piloten. Das Flugzeug schlug drei Kilometer vor der Küste im Arabischen Meer auf. Bei dem Unfall kamen alle 213 Insassen ums Leben.

## Unfallhergang
Die Boeing 747 der Air India (Kennzeichen: VT-EBD) startete um 20:40 Uhr Ortszeit bei Dunkelheit von der Startbahn 27 des Flughafens Bombay zum Linienflug nach Dubai. Die Besatzung hatte vom Fluglotsen im Tower die Freigabe für einen Steigflug auf 8000 Fuß (2440 Meter) bekommen und zugleich die Vorgabe erhalten, der Abflugkontrolle das Erreichen einer Höhe von 2400 Fuß (730 Meter) zu melden. Etwa eine Minute nach dem Abheben drehte die Maschine, dem Abflugverfahren entsprechend, in eine leichte Rechtskurve ein und überflog die Küstenlinie.
Kurz darauf beendete die Boeing 747 die Rechtskurve und begann, in eine ungeplante Linkskurve einzudrehen, in deren Verlauf ihr Querneigungswinkel kontinuierlich zunahm. Als das Flugzeug in einer Höhe von etwa 460 Meter (1500 Fuß) schließlich eine Querneigung von 108 Grad erreichte, kippte es über die linke Tragfläche ab. Die Maschine ging in einen unkontrollierten Sturzflug über und schlug in linker Seitenlage mit einem negativen Pitch von 40 Grad vor der Küste auf. Die Wassertiefe an der Unfallstelle betrug 10 Meter.

## Unfallursache
Durch die Auswertung des Stimmenrekorders und durch die Untersuchung der geborgenen Cockpitinstrumente wurde festgestellt, dass der künstliche Horizont (Attitude Direction Indicator, ADI) des Kapitäns defekt war, so dass das Gerät im Verlauf der geflogenen Rechtskurve in einer festen Position verharrte. Als der Kapitän zum Beenden des Kurvenflugs mit den Querrudern nach links steuerte, zeigte sein ADI unverändert eine rechte Querneigung an. Er behielt den linken Ruderausschlag weiter bei, so dass die Maschine, im Gegensatz zur Darstellung im künstlichen Horizont, in eine Linkskurve überging.
Eine kurze Bemerkung des Kapitäns („What’s happened here, my instrument …“) schien darauf hinzudeuten, dass er an der Funktion seines Gerätes zweifelte. Seine unpräzise Äußerung erweckte beim Kopiloten jedoch keine Besorgnis. Dieser teilte nur knapp mit, dass sein ADI funktionieren würde, ohne dabei weitere Angaben zu geben oder seinerseits auf die zunehmende Linksneigung zu reagieren. Der Kapitän versäumte es, gezielte Informationen vom Kopiloten über die Darstellung der Fluglage auf dessen ADI einzufordern. Ebenso nutzte der Kapitän nicht den dritten künstlichen Horizont, um die Darstellung seines ADI zu überprüfen. Dieses dritte Gerät befand sich mittig angeordnet zwischen den Plätzen der Piloten.
Als die Maschine einen Querneigungswinkel von 40 Grad erreicht hatte, bemerkte der Flugingenieur, dass im dritten künstlichen Horizont und im ADI des Kapitäns unterschiedliche Fluglagen angezeigt wurden. Er versuchte, dem Kapitän deutlich zu machen, der Anzeige seines ADI nicht zu vertrauen („Don’t go by that one, don’t go by that one.“). Allerdings reagierte der zu diesem Zeitpunkt wahrscheinlich räumlich desorientierte Kapitän nicht schnell genug auf die Warnung, wodurch die Maschine nur fünf Sekunden später in einen unkontrollierbaren Flugzustand geriet.

## Ähnliche Flugunfälle
- Korean-Air-Cargo-Flug 8509
- Copa-Airlines-Flug 201